# Saya Sakakibara
Saya Sakakibara, född 23 augusti 1999 i Tallebudgera, är en australisk BMX-cyklist.

## Karriär
Saya Sakakibara deltog vid OS 2020 och slutade på en niondeplats i disciplinen racing. Vid OS 2024 tog hon guld i BMX-klassen racing.